# Molino del Duque
El Molino del Duque es un molino ubicado en el término municipal de El Bosque, en la provincia de Cádiz (España). Buen exponente de la arqueología industrial de finales del siglo XVIII.

## Características
Se percibe de forma clara la tipología arquitectónica popular de un molino de fachada rústica, con portada rectangular de amplio vano para facilitar el acceso de animales de carga, sobre el que se dispone un nicho de medio punto y una pequeña ventana. Se remata todo por un alero sobre el que descansan las tejas. 
El interior se organiza con diferentes dependencias: almacenaje, escalera de acceso al cuerpo superior y corral; todas las paredes son de mampostería y están encaladas.